# Stenamma diecki
Stenamma diecki är en myrart som beskrevs av Carlo Emery 1895. Stenamma diecki ingår i släktet Stenamma och familjen myror. Inga underarter finns listade i Catalogue of Life.

## Bildgalleri

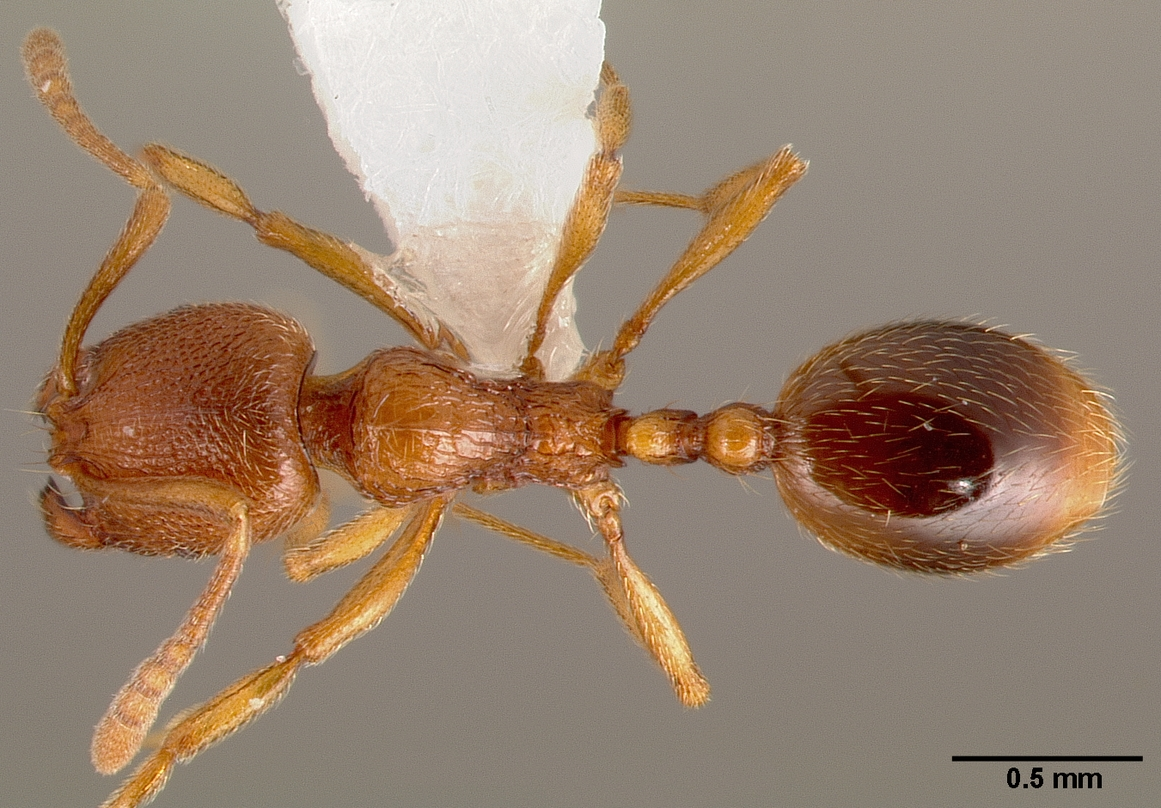
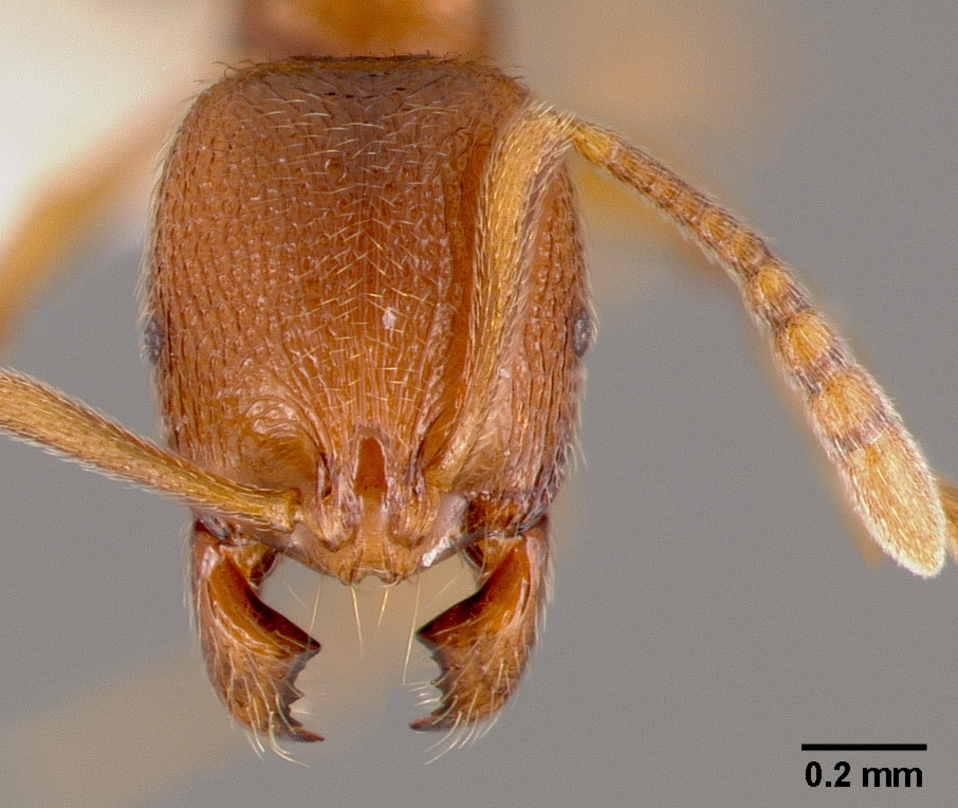
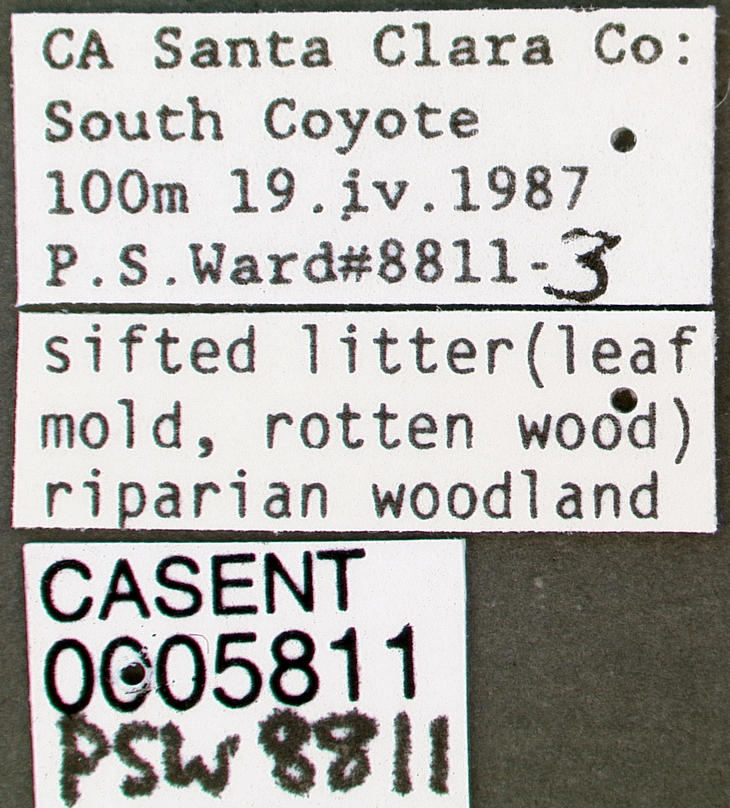
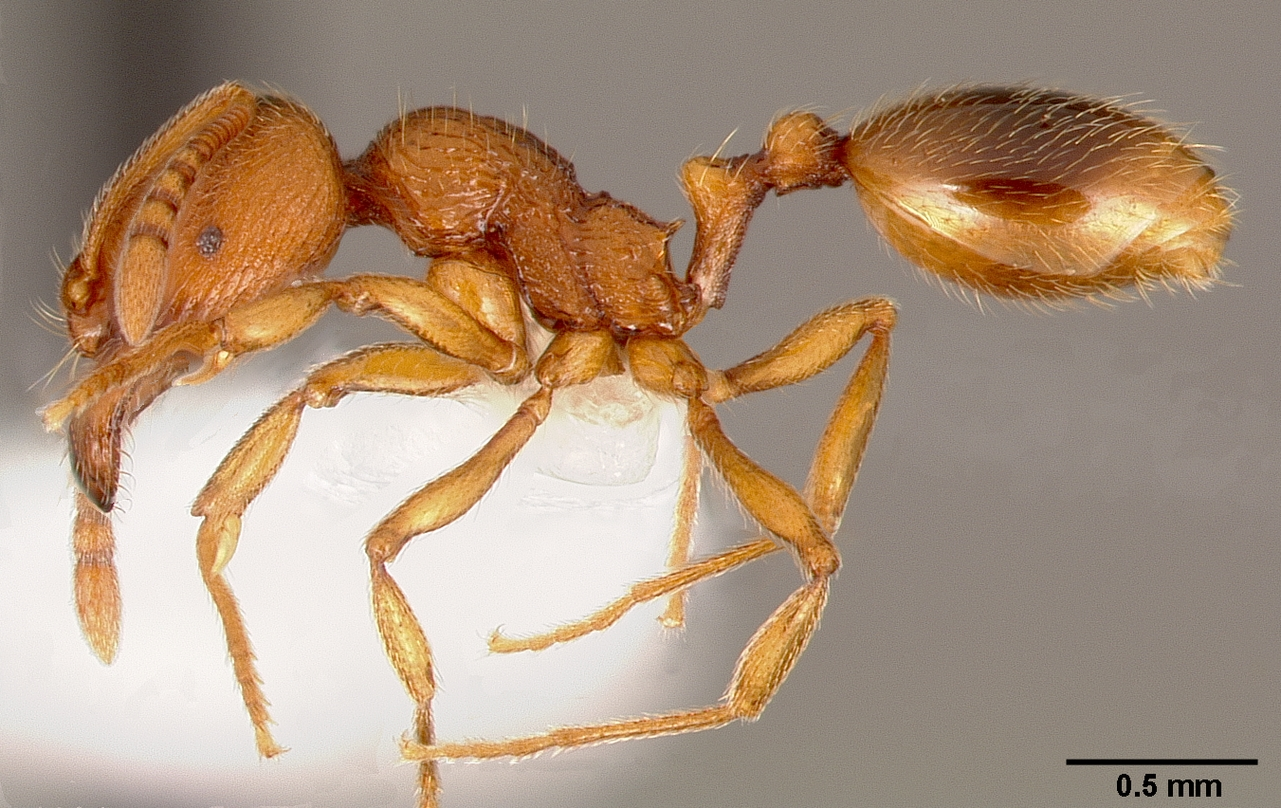